# Masters Tournament 2008
Het Masters Tournament 2008, de eerste major van het golfseizoen, werd gehouden van 10 tot 13 april op de Augusta National golfbaan in Augusta (Georgia).
Het toernooi werd gewonnen door de Zuid-Afrikaanse speler Trevor Immelman. Immelman is de tweede Zuid-Afrikaan op de erelijst van de Masters, na zijn jeugdidool Gary Player, de eerste niet-Amerikaan op de erelijst, die het toernooi driemaal won.
Immelman had vanaf de eerste ronde de leiding. Na de eerste ronde deelde hij die met de Engelsman Justin Rose. Immelman stond die leiding niet meer af. Na de tweede ronde stond hij alleen aan de leiding met één slag voorsprong op Brandt Snedeker en twee op Phil Mickelson, Steve Flesch en Ian Poulter. Na een derde opeenvolgende ronde onder 70 slagen had hij twee slagen voorsprong op Brandt Snedeker. Op de laatste dag sloeg hij een ronde van 75, maar hij won toch nog met drie slagen voorsprong op Tiger Woods, die zijn achterstand van zes slagen na de derde ronde nog wist te halveren op de laatste dag. Brandt Snedeker kon zich kort na het begin van de laatste ronde op gelijke hoogte met Immelman hijsen, maar maakte daarna te veel fouten en zakte terug naar een gedeelde derde plaats.
Voor Immelman was het de tweede zege in een toernooi op de Amerikaanse golftour, na het Western Open in 2006. Immelman nam voor de zesde maal deel aan de Masters.

## Uitslag (par = 72)
| Plaats | Speler               | Nationaliteit | Score             |
| ------ | -------------------- | ------------- | ----------------- |
| 1      | Trevor Immelman      | RSA           | 280 (68-68-69-75) |
| 2      | Tiger Woods          | USA           | 283 (72-71-68-72) |
| 3      | Stewart Cink         | USA           | 284 (72-69-71-72) |
|        | Brandt Snedeker      | USA           | 284 (69-68-70-77) |
| 5      | Phil Mickelson       | USA           | 286 (71-68-75-72) |
|        | Pádraig Harrington   | IRL           | 286 (74-71-69-72) |
|        | Steve Flesch         | USA           | 286 (72-67-69-78) |
| 8      | Miguel Ángel Jiménez | ESP           | 287 (77-70-72-68) |
|        | Robert Karlsson      | SWE           | 287 (70-73-71-73) |
|        | Andrés Romero        | ARG           | 287 (72-72-70-73) |

1934 ·
1935 ·
1936 ·
1937 ·
1938 ·
1939 ·
1940 ·
1941 ·
1942 ·
1943 ·
1944 ·
1945 ·
1946 ·
1947 ·
1948 ·
1949 ·
1950 ·
1951 ·
1952 ·
1953 ·
1954 ·
1955 ·
1956 ·
1957 ·
1958 ·
1959 ·
1960 ·
1961 ·
1962 ·
1963 ·
1964 ·
1965 ·
1966 ·
1967 ·
1968 ·
1969 ·
1970 ·
1971 ·
1972 ·
1973 ·
1974 ·
1975 ·
1976 ·
1977 ·
1978 ·
1979 ·
1980 ·
1981 ·
1982 ·
1983 ·
1984 ·
1985 ·
1986 ·
1987 ·
1988 ·
1989 ·
1990 ·
1991 ·
1992 ·
1993 ·
1994 ·
1995 ·
1996 ·
1997 ·
1998 ·
1999 ·
2000 ·
2001 ·
2002 ·
2003 ·
2004 ·
2005 ·
2006 ·
2007 ·
2008 ·
2009 ·
2010 ·
2011 ·
2012 ·
2013 ·
2014 ·
2015 ·
2016 ·
2017 ·
2018 ·
2019 ·
2020